# Joerg Waehner

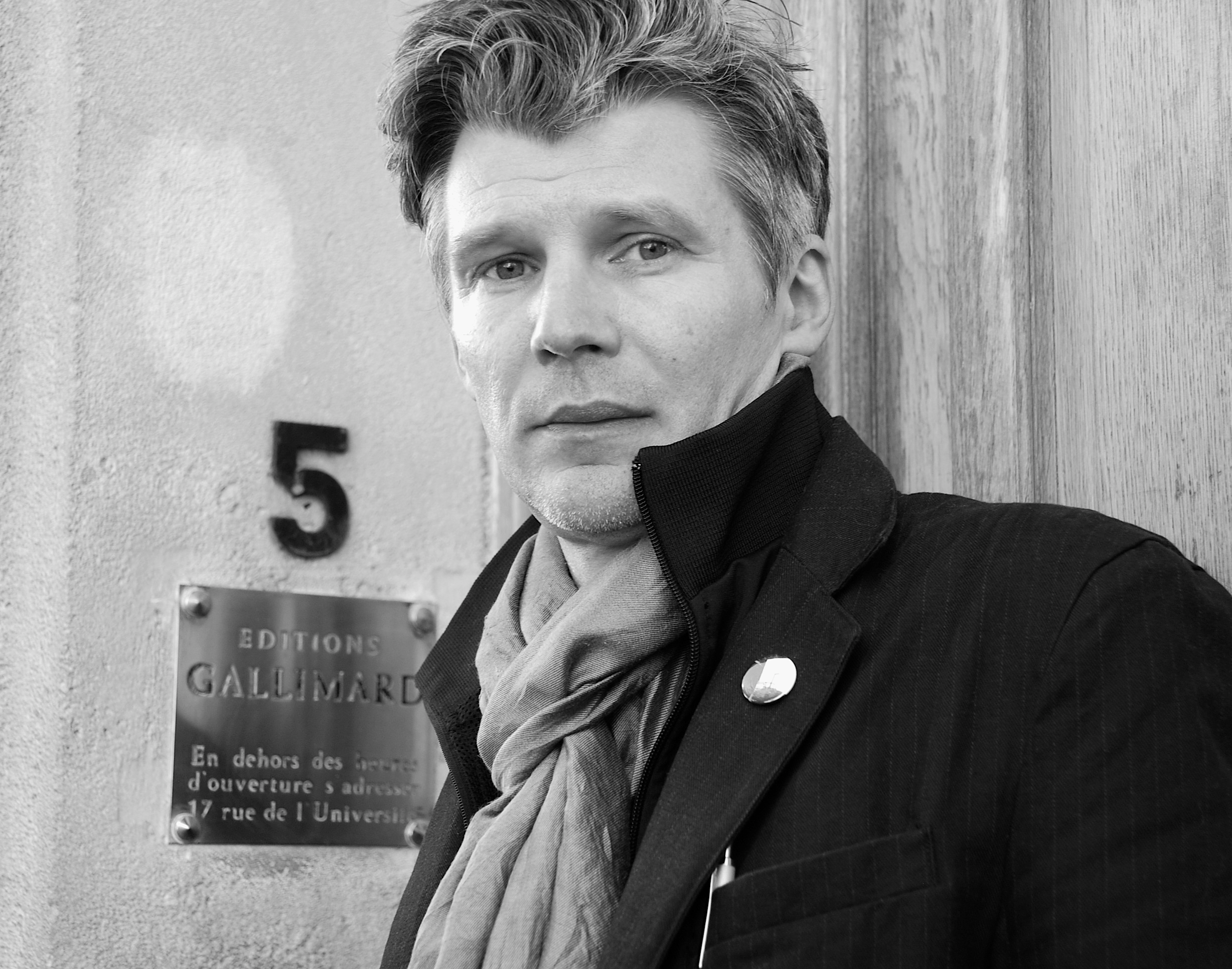
Joerg Waehner, Paris 2010

Joerg Waehner (* 19. Juni 1962 in Karl-Marx-Stadt) ist ein deutscher Schriftsteller und Künstler. Er benutzt das Pseudonym oe ae.

## Biografie
Joerg Waehner wuchs an der Ostseeküste in der Nähe von Rostock auf. Er lernte den Beruf des Schriftsetzers im Druckhaus Karl-Marx-Stadt (heute Chemnitz), das er vor Vertragsbeginn verließ, um in einer nichtstaatlichen Druckerei zu arbeiten, da er sich gegen die feindliche Berichterstattung der „Freien Presse“ über die Ereignisse 1980 in Polen wandte. Fortan galt er als „Sympathisant der Solidarność“. 1982 wurde Waehner vom Ministerium für Staatssicherheit unter falschen Anschuldigungen verhaftet und aus dem „visafreien Reiseverkehr“ (PM12) ausgeschlossen. Er bekam Studienverbot und wurde zur NVA abgeschoben, wo er 1982–1983 in Pirna seinen Wehrdienst ableistete (über seine Armee-Erlebnisse veröffentlichte er später den Tatsachenroman „Einstrich-Keinstrich“).
Mitte der 1980er Jahre folgten erste künstlerische und literarische Aktivitäten in Zusammenarbeit mit Klaus Hähner-Springmühl, Matthias Stein, Claus Löser und der AG. Geige. 1986 zog er nach Berlin, wo er fortan zur Avantgarde-Szene vom Prenzlauer Berg zählte. 1987 Begegnung mit Heiner Müller, der Waehners respektlose Texte über seine Stücke höchst anregend fand und ein Projekt „Kritik und Selbstkritik“ vorschlug. Aus der seinerzeit geplanten Zusammenarbeit entstand 1991 ein Interview zwischen Müller und Waehner.
Zu DDR-Zeiten hatte er diverse Kooperationen mit Künstlern wie Thomas Florschuetz, Rainer Schedlinski, Detlef Opitz und Veröffentlichungen in inoffiziellen Publikationen („Schaden“, „Verwendung“, „Liane“, „Entwerter/Oder“, „Herzattacke“, „Ariadnefabrik“, „A3“, „Kontext“) und in offiziellen Publikationen („Niemandsland“, „Bildende Kunst“, „Temperamente“ und „Sonntag“). Mit Sascha Anderson, Henryk Gericke, Egmont Hesse, Andreas Koziol, Klaus Michael und Rainer Schedlinski war er 1990 Mitbegründer und Mitgesellschafter des Berliner Literaturverlags Druckhaus Galrev, den er 1992 aus Protest gegen die Stasi-Verstrickungen zweier Mitarbeiter und Freunde wieder verließ.
1994 erhielt er seine politische Rehabilitierung durch den Freistaat Sachsen, das Autorenstipendium des Senats von Berlin und bis 2000 holte er ein Studium der Germanistik und Kunstgeschichte an der Humboldt-Universität zu Berlin nach. Von 1996 bis 2013 war Waehner Berater der Berliner IT-Firma Freecom für kulturelle Kommunikation und Grafik-Design.
Seit Ende der 1980er Jahre arbeitete Waehner performativ mit Kurt Buchwald zusammen und präsentierte 1990 erstmals seine Fotoarbeiten in Friedrich Loocks Galerie „Wohnmaschine“. Seitdem beteiligt er sich als Fotokünstler an zahlreichen in- und ausländischen Ausstellungen. Seine Arbeiten befinden sich in privaten und öffentlichen Sammlungen.
Waehner lebt und arbeitet in Berlin, der Uckermark (KUNST//KONSUM) und dem Atelier in der Steiermark.

## Buch-Veröffentlichungen
- I was born in Karl-Marx-Stadt, Verlag der Buchhandlung König, 2021 ISBN 978-3-7533-0126-6
- Das schaffen wir!, Berlin 2016 ISBN 978-3-00-052771-5
- Kafka ist Fortinbras, Edition Maldoror, Berlin 2011
- Einstrich – Keinstrich. NVA-Tagebuch, Kiepenheuer & Witsch, Köln 2006 ISBN 978-3-462-03674-9
- nervoese gesten, Aktaion, Berlin 2002
- Der Ruf von El Akan, Berlin 2000
- Amerika ist ein U-Boot im Goldfischteich oder ein Genie ist kein Mietwagen, mit Illustrationen von Klaus Hähner-Springmühl, Druckhaus Galrev, Berlin 1992 ISBN 3-910161-21-9

## Text-Veröffentlichungen
- Mal wieder was Farbiges, Michael Diller (1950-1993) und sein Kreis, Arbeitsheft der Galerie Parterre, 2020
- Von Ferne – Bilder zur DDR, Katalog Villa Stuck, München 2019 ISBN 978-3-96098-619-5
- Großer Nebel oder die Gitarre des Zorns – Wie ich mit Detlef Opitz auf ein Biermann-Konzert geriet, Künstlerhaus Bethanien 2016
- Endstation Balkan – 1984! Block an Block, Ventil-Verlag (2015)
- Ich bin, also ist Kunst, Richterstraße 9 – Eine Hommage für Klaus Hähner-Springmühl, Galerie Pankow, Berlin 2013
- Mit Riesen-Schritten oder Warten auf Godot, Klaus Hähner-Springmühl, Künstlerhaus Bethanien, Berlin 2013 ISBN 978-3-941230-23-1
- Heiner Müller Gespräche 3, Suhrkamp, Frankfurt/Main 2008 (Interview) ISBN 978-3-518-42045-4
- Fernsehen im Zeiten des Krieges, Niemandsland, Galrev, Berlin 1992 (Essay)
- Die Umarmung der Väter, Niemandsland, Galrev, Berlin 1992 (Essay)
- Mein Vater ist ein Gespenst, Im Untergrund ist alles obenauf, Kontext, Berlin 1990 (Essay)
- Schlagt euch nicht den Schädel ein..., Im Untergrund ist alles obenauf, Kontext, Berlin 1990 (Essay)
- Ein Monument der Tyrannei, Im Untergrund ist alles obenauf, Kontext, Berlin 1990 (Essay)

## Künstlereditionen
- Paris auf Umwegen 1990, Fotobuch (1993)
- Der Schnitt ins eigene Fleisch – eine Sinfonie, Fotobuch (1989)
- Die Leier ist zerbrochen, mit Matthias Stein (1988)
- Die Angst (1988)
- Der andere Lenz, mit Thomas Florschuetz (1987)
- Second Hand, mit Klaus Hähner-Springmühl (1986)
- Noteingang, mit Stefanie Schmoll (1986)
- Metamorphose (1985)

## Ausstellungen
- „Die Kamera löst einen Straßenkrawall aus“ (1990), „Labyrinth“ (1992), „Deutsches Requiem für einen Boche“ (1994), „Die MASSE MACHTs oder Deutschland wird Jünger“ (1995), „Körper & Betrug“ (1996), „America“ (2000) Galerie Wohnmaschine, Berlin
- „Palastrevolte der Salonlöwen“ mit Kurt Buchwald (1990) Palast der Republik, Berlin
- „Die Säuberung/Hinter großen Männern …“ mit Kurt Buchwald (1989), „Polaroid-Infusionen“ (1992) Galerie Weißer Elefant, Berlin
- „Kafka-Projekt“ (1989) Haus der jungen Talente, Berlin
- „Austausch“ (1990) Galerie du Cepp, Yverdon
- „L‘AUTRE ALLEMAGNE HORS LES MURS“ (1990) La Vilette, Paris
- „Neues Deutschland“ (1990) Reithalle Basel
- „Fotosequenzen & Polaroids“ (1994) Galerie auf Zeit, Berlin
- „Wiepersdorf 1994“ (1994) Schloss Wiepersdorf
- „Große Kunstausstellung NRW“ (1994), Düsseldorf
- „Hotel Europa“ (1994) Kulturbrauerei Berlin / Futura, Rotterdam
- „Deutsche Wirklichkeit“ (1994) Galerie Wohnmaschine im Ethnographischen Museum, St. Petersburg
- „MOVEMENT TOWARDS A NEW CENTURY“ (1995) Literary Art Center Kong-Ju, Süd-Korea
- „Art Picnic Tsukui“ (1995) Kanagawa, Japan
- „Verhüllt-Enthüllt-Erotisch“ (1995) Erotisches Museum Hackesche Höfe, Berlin
- „One-Night-Exhibition“ (1995) Moca-Foundation, Tokyo
- „Meiho International Symposium“ (1996) Casa Gallery, Tokyo
- „Esplanade“ (1996) INFO BOX Potsdamer Platz, Berlin
- „Das Labyrinth der Schreibtische“ (1996) Eckermann Regelschule, Weimar
- „Erdwall-Hünenstein“ Dt.-Japan. Symposium (1996) Groß-Raden, M.-V.
- „Alle Neune!“ (1996), „Der rettende Engel“ (1997) ACC Galerie, Weimar
- „Die Verschiebung der Zeit“ (1997) Goethe-Institut Palermo
- „Überwindung der Moderne“ (1997) KunstRaum sieben&sechzig, Berlin
- „Hearts & Roses“ (1997) C. A. Galerie, Hamburg
- „Architekturkörper“ (1998) Galerie im Einstein, Unter den Linden, Berlin
- „Tokyo Pictures“, (1999) Asian Fine Arts Factory, Berlin
- „Feindbild-Ausstellung“ (1999) Volksbühne, Berlin
- „Engelshauben“ – Video (1999) 3Sat/Nationaltheater Weimar
- „Paare & Passanten“ (2000) Haus des Lehrers, Berlin
- „Einflugschneise Pankow“ (2001), „Richterstr. 9“ (2013) Galerie Pankow, Berlin
- „Naeherung der Zeiten“ (2002), „Mieses Wohnen“ (2005), „125 Mies“ (2012) Mies van der Rohe Haus, Berlin
- „30 Jahre“ (2005) Kunsthandel Wolfgang Wittrock, Berlin
- „Die Frauen meines Onkels“ (2007/9) G.Artenhaus, Berlin
- „Stalingraben“ mit Kurt Buchwald (2009) Black Box Akademie der Künste, Berlin
- „Die Addition der Differenzen“ (2010) Kunstsammlungen Jena
- „Pleased to meet you“ (2010) Deutsches Generalkonsulat New York
- „Die Frauen meines Onkels“ (2010), „Desaster - das halbe Jahrhundert“ (2012) Staatsgalerie Prenzlauer Berg, Berlin
- „Japanische Reise“ (2013), „30 Jahre Herzattacke“ (2019) Kunsthaus sans titre, Potsdam
- „Richterstraße 9“, Kunstsammlungen Chemnitz (2014)
- „Auf Schritt und Tritt“, Aktionsraum Rosenhof, Chemnitz (2014)
- „Herzattacke“, Kunstraum Potsdam (2015)
- „Kunst“, Haus auf dem Franzensberg, Potsdam (2015)
- „Ende vom Lied“ Künstlerhaus Bethanien, Berlin (2016)
- „Auf der Balkanroute“, Atelier Hirzenriegl, Fehring, Österreich (2017)
- „12 Monate in 12 Tagen – das Ende von Titos Jugoslawien“, ehem. Grenzhäuschen Kuzma, Slowenien (2018)
- „YUGOMANIA“, Pavlovs Dog, Roter Salon Volksbühne, Berlin (2018)
- „warten – wechseln“, ep contemporary, Berlin (2018)
- „Aufballen“, Atelier Hirzenriegl, Fehring, Österreich (2018)
- BAUHAUS-100 NEUJAHRSEMPFANG, Mies van der Rohe Haus Berlin (2019)
- „Von Ferne. Bilder zur DDR“, Villa Stuck München (2019)
- „Schau ostwärts“ Alte Seilerei Oderberg (2019)
- „I was born in Karl-Marx-Stadt“, Open Space, Kunstsammlungen Chemnitz (2019)
- „Point of No Return“, Museum der bildenden Künste Leipzig (2019)
- „Schau ostwärts“, Villa Heike Berlin (2019)
- „Der Schnitt ins eigene Fleisch“ OstArt Festival Berlin (2019)
- BAU HAUS MIES SOMMERFEST, Mies van der Rohe Haus Berlin (2019)
- „HERZATTACKE oder das Flattern der Barckonauten“, Roter Salon Volksbühne Berlin (2019)
- „Japanische Nacht“, ep contemporary, Berlin (2019)
- „Coming Home“, Galerie Borssenanger Chemnitz (2019)
- „30 Jahre Herzattacke“, Kunsthaus Sans Titre Potsdam (2020)
- Sommerfest Mies van der Rohe Haus Berlin (2021)
- „Hinterm Nischel“ Open Space Kunstsammlungen Chemnitz; kuratiert Kasper König und Annabell Burger (2021)
- „Freude am Einkauf“, Kunsthaus Sans Titre Potsdam (2021)
- „Liberty, approved / rejected“, Palimpsest (2022) oe ae collection berlin, Gendarmenmarkt

## Interviews
- 50 Jahre NVA: „Ich fühlte mich dreifach isoliert“[7]
- Einstrich-Keinstrich – Interview mit Joerg Waehner[8]